# レオナルド博士とキリン村のなかまたち
レオナルド博士とキリン村のなかまたち（レオナルドはかせとキリンむらのなかまたち）は、日本トイザらス・DLEの2社共同で、配信されていた作品。
2008年1月より、『ファイテンション☆スクール』内で放送され、同年4月からは、『ファイテンション☆テレビ』内で、『レオナルド博士とキリン村のなかまでしょ』として放送された。

## 概要
テレビ東京のフラッシュアニメ番組『ファイテンション☆デパート』のスポンサーとなった日本トイザらスがDLEとコラボした作品で、全6話+特別編第7話が配信された。好評だったのでトイザらス公式サイト内の「アワーズスタジオ」にて続行、15話までが配信される。2008年1月より、『ファイテンション☆スクール』内で4分間のコンテンツとして毎週放送される。後継番組のファイテンション☆テレビでもシリーズは続行した。ただしその際『レオナルド博士とキリン村のなかまでしょ』にタイトルが変わっている。
2013年2月から2014年2月までHuluにてTV版全話が配信された。

## あらすじ
『秘密結社鷹の爪』にも登場しているレオナルド博士（元々は『秘密結社鷹の爪』のオリジナルキャラクター）が、キリン村で起こるさまざまなトラブルを解決するために発明したマシーンによって起こる色々な騒動を「日本トイザらス」オリジナル主人公キリンの兄弟のジェフ太とジェフ次郎達を巻き込んで送るドタバタストーリーである。

## 登場キャラクター

### 主な登場キャラクター
☆を表しているものはべんぴねこ、★を表しているものはFROGMAN、●を表しているものは坂本頼光、○を表しているものは亜沙が演じている。
レオナルド博士声 - ☆（Web版7話まで）→ ★（Web版8話以降、TV版）
初登場 - Web版：1話、TV版：第1期1話
村で有名な発明家。年齢は41歳。『秘密結社鷹の爪』からのキャラクター。
村の人たちのトラブル解決するため様々な発明品を作るが、作っている発明品の大抵はそれが原因で、さまざまな騒動を引き起こすため役に立たない物が多い（赤ちゃんを助けようとして自分が大怪我をするなど）。ハチミツが好物で、ジェフ太が「かーぼちゃかぼちゃ食べ放題」と歌った後に「ハーチミツハーチミツなめほうだい」と歌ったことが一度だけある。べらんめえ口調で「オラオラ」と煽るなど口が悪い。幼馴染には宇宙人の山本や、ライバルのミケランジェロ教授が存在する（レオナルド本人はライバル視していない）。
なお、鷹の爪の博士とはパラレルワールド的に別人として描かれているらしく（スタッフのブログなどで別人という表記あり）、性格などに若干の違いがある。Web版では鷹の爪と同じ白衣を着ているが、TV版では柄のついた服を着ている。
ジェフ太●
初登場 - Web版：1話、TV版：第1期1話
主人公的キリン。顔は母親似。能天気で台詞に脈絡がなく、いつも弟をふりまわす。口癖は「すっげーなー」。レオナルド博士と気が合い、いつも博士に相談する。カボチャが大好きで「かーぼちゃかぼちゃ、ぽっくぽくー」と歌っていた。趣味はキノコ拾い。誕生日は9月23日。
ジェフ次郎☆
初登場 - Web版：1話、TV版：第1期1話
兄と違い真面目な性格で、いつも兄の世話をするメガネを着けたキリン。顔は父親似。ジェフ太によりおねしょをしていることを示唆する発言をされることがあるが、本人はしてないと否定している。キャう子のことが好きで、キャう子にアタックするために博士が製作した「イケイケオラオラマシン」でラッパーや光源氏になったこともある（TV版ではマッチョ、オネエ、ガリベン、ブキヨウにもなっている）。
バニ江○
初登場 - Web版：2話、TV版：第1期2話
ジェフ太とジェフ次郎の幼なじみのウサギ。年に一度のバニ江の手作り料理パーティーで毒性の高い料理を出し、村を困らせる。調理の際に塩と洗剤を間違えても気にしない。自分が一番かわいいと思っている。ミケランジェロ一味と打ち解けるなど、人付き合いは得意らしい。
原案の設定ではやんちゃな男の子キャラクターだった。
キャう子○
初登場 - Web版：4話、TV版：第1期4話
カフェ経営の黒猫。古風な男が好みらしい。野球選手のチースケと恋人関係だった。ジェフ次郎に想われている。
笹岡豪（ささおか ごう）声 - すなふえ、春日森春木、★（カッコ良くなった時のみ）
初登場 - Web版：2話、TV版：第1期3話
サラリーマンのコアラ。旅行会社勤務。気が弱く、足がとても臭い。博士が製作したマシンでカッコ良くなってしまったこともある。なお、すなふえがDLEを退社した後は春日森春木が声を当てている。
笹岡ユカリ声 - 多田このみ
初登場 - Web版：なし、TV版：第1期7話
笹岡豪の妻。得意な料理はレバニラ炒め。
笹岡真一（ささおか しんいち）声 - 本間美冴（Web版）→多田このみ（TV版）
初登場 - Web版：9話、TV版：第1期5話
笹岡家の一人息子。パッとしない父に対して不満を抱いていた。剣玉を練習中。行ってみたい国はオーストラリア。
獅子田☆
初登場 - Web版：2話、TV版：第1期3話
病気がちのライオン。常に震えていて杖をついている。しかし野球は得意。とても優しい男で妻子持ち。たまたま鬼のパンツ（オニ太の落し物）を履いたときはヒーローになった。実は若い。常に何かに怯えてしゃべり方もゆっくり。
長老☆
初登場 - Web版：6話、TV版：第1期8話
フクロウの長老。100歳。昼間は寝ている。
ポンスケ☆
初登場 - Web版：なし、TV版：第1期2話
TV版から登場したタヌキのキャラクター。語尾に「〜ズラ」をつける。これといって個性は無いが、父は木こりをしている。野球選手に憧れている。ジェフ太たちの友人として、登場回数は多い。
カディ○
初登場 - Web版：3話、TV版：第1期6話
サルのいたずら3人組、「スパイスボーイズ」の一人。唐辛子好き。語尾に「〜ピリッ」をつける。恋愛もののドラマが好き。
ケディ☆
初登場 - Web版：3話、TV版：第1期6話
サルのいたずら3人組、「スパイスボーイズ」の一人。わさび好き。語尾に「〜ツーン」をつける。食事は和食が好み。忍者に憧れている。
コディ○
初登場 - Web版：3話、TV版：第1期6話
サルのいたずら3人組、「スパイスボーイズ」の一人。カレー好き。語尾に「〜ダス」をつける。「カレー食べたいだすぅ〜」が口癖。第3話では、手品の最中ツボにハマって出られなくなり、博士が製作した「壺抜けジャイアントマシン」ででかくなって暴れるが、博士に足の裏の栓を抜かれて飛んでいった。
ミケランジェロ教授☆
初登場 - Web版：なし、TV版：第1期10話
科学者のパンダで、目元が黒いのにサングラスをかけている。レオナルド博士をライバル視しており、マシンを作り博士に挑戦状をたたきつけるも、あっけなく惨敗してしまう。村民も相手にしていない。手下にはデカとメロンがいる。ジェフ太からはいつも「ペペロンチーノ」と間違った名前で呼ばれている。
デカ・メロン
初登場 - Web版：なし、TV版：第1期10話
ミケランジェロ教授の手下のカピバラ。デカは紺色、メロンは茶色の服と帽子を身に着けている。喋らない代わりにプラカードで話す。クッキーを焼くことが得意。

### ゲストキャラクター
雪ダルマの父●
初登場 - Web版：7話、TV版：第1期13話
観光に来た雪だるまの写真家。
キンバリー○
初登場 - Web版：7話、TV版：第1期13話
その娘。ジェフ次郎と恋に落ちる。Web版では名前がなく、TV版とは見た目がやや異なる。
山本★
初登場 - Web版：11話、TV版：なし
空から落ちてきたUFOに乗っていた宇宙人。レオナルド博士と同じ幼稚園出身。
シオジ声 - 古川小百合
初登場 - Web版：12話、TV版：第2期11話
ジェフ太に恋するネズミ。パンプキンデレラマシンでキリンの女の子に変身したことがある（その際は「キリ子」と名乗っている）。
サンタクロース●
初登場 - Web版：14話、TV版：なし
セイウチのそりにのってプレゼントを配っている。かなり慌てんぼう。姿は人間。
ペギー伊藤☆
初登場 - Web版：15話、TV版：なし
テレビ局のプロデューサーのペンギン。
干支ねずみ○
初登場 - Web版：なし、TV版：第1期1話
小さいネズミ。
干支いのしし●
初登場 - Web版：なし、TV版：第1期1話
大きいイノシシ。キリン村が気に入ったため、干支ねずみに干支を譲ろうとしなかった。
郵便屋☆
初登場 - Web版：なし、TV版：第1期2話
ヤギの郵便屋。
鬼太●
初登場 - Web版：なし、TV版：第1期5話
ジェフ太にそっくりな赤い子鬼。
鬼次郎☆
初登場 - Web版：なし、TV版：第1期5話
ジェフ次郎にそっくりな青い子鬼。
コック●
初登場 - Web版：なし、TV版：第1期8話
ニワトリのコック。普通のかぼちゃと間違えて黄金のかぼちゃを調理してしまった。
ポン左衛門●
初登場 - Web版：なし、TV版：第1期9話
ポンスケの父。木こりをしている。
泉の精○
初登場 - Web版：なし、TV版：第1期9話
泉から出てきた半魚人のような女神。ジェフ太からはイグアナと間違われたり、おばちゃんの女神と呼ばれたりした。
バニ江の親戚○
初登場 - Web版：なし、TV版：第1期11話
ウサギ。子持ちの婦人。
赤ちゃん声 - 多田このみ
初登場 - Web版：なし、TV版：第1期11話
バニ江の親戚の赤ちゃん。とても元気。格闘の天才。
灯台ばばあ○
初登場 - Web版：なし、TV版：第2期1話
灯台の見張りをしているヒツジ。好きな色は紫。
コリーヌ声 - 石上鼓
初登場 - Web版：なし、TV版：第2期3話
キツネの少女。村一番のお嬢様でジェフ太達の幼馴染。ポンスケといい感じ。
バク山
初登場 - Web版：なし、TV版：第2期4話
バク。悪い夢を食べてくれる。
水前寺チースケ声 - 春日森春木
初登場 - Web版：なし、TV版：第2期6話
チーター。犬リーガーの選手。キャう子と幼馴染。
ハスッキー○
初登場 - Web版：なし、TV版：第2期8話
医者のシベリアンハスキー。
吾郎☆
初登場 - Web版：なし、TV版：第2期9話
キリン村唯一の床屋「バーバーバッファロー」を経営しているバッファロー。
ペリーヌ○
初登場 - Web版：なし、TV版：第2期10話
忘れっぽいペリカン。
ツルヒメ
初登場 - Web版：なし、TV版：第2期14話
天の川からやって来た織姫のツル。
ツルヒコ●
初登場 - Web版：なし、TV版：第2期14話
天の川からやって来た彦星のツル。
ローリー声 - 猪岐英人
初登場 - Web版：なし、TV版：第2期15話
スローロリス。隣町にギターの修行に出ていたが、上手くならなかったため1ヶ月でキリン村に帰ってきた。その後ライブを通じてギターが上手く弾けるようになった。
かめワールドのカメ☆
初登場 - Web版：なし、TV版：第2期16話
トカイ町に新しくできた遊園地「かめワールド」を宣伝していた。
ラダック●
初登場 - Web版：なし、TV版：第2期17話
ラクダの商売人。怪しげな物を売っている。
やかん魔人☆
初登場 - Web版：なし、TV版：第2期17話
やかんから出てきた魔人。三つの願いを叶えることができる。
ナラオ
初登場 - Web版：なし、TV版：第2期19話
プウ子
初登場 - Web版：なし、TV版：第2期19話
スカンクのカップル。
ノーマン・J・フランケンハイマー
初登場 - Web版：なし、TV版：第2期22話
館に住むフランケンシュタイン。
ホワイティ
初登場 - Web版：なし、TV版：第2期23話
北極出身のホッキョクグマ。ラーメン屋を営んでいる。
ビアンコ○
初登場 - Web版：なし、TV版：第2期23話
ジェフ太・ジェフ次郎の父☆
初登場 - Web版：なし、TV版：第2期25話
ジェフ太・ジェフ次郎の母○
初登場 - Web版：なし、TV版：第2期25話
カボチャ大王
初登場 - Web版：なし、TV版：第2期特別編
ひポみ○
キリン村役場に勤めているカバ。

## レオナルド博士が製造したマシン

### Web版
マフラーピッタリマシン
マフラーの長さを首に合わせるマシン。しかし実際には首をマフラーに合わせることになってしまった。
サケトミズワケワケマシン
大量発生した鮭と真水を分離するためのマシン。分離されたものは、鮭缶とアルカリイオン水になって出てくる。また、鮭を飲み込んでしまった獅子田さんをマシンに入れた場合、ライオンの缶詰と鬣付きの鮭になってでてきた。
ツボヌケジャイアントマシン
壷から抜け出せなくなったコディを救出するマシン。コディは巨大化して壷を壊し、抜け出すことに成功した。巨大化した体を元に戻すには、足元の栓を抜く。
イケイケオラオラマシン
70年代のダンス映画に出てくるアフロ青年のような外見のマシン。中に入った人の性格を自在に変更できる。
カゲムシャムシャマシン
バニ江の凶悪料理を食べる影武者として作られたロボット。しかし、あまりのまずさに大破。博士のみ予備用の2号機がある。
メェータンテイマシン
いたずらの犯人を捕まえるマシン。捕まえる際には大きな網に相手を閉じ込める。
カマクランマンマシン
桜が見たいという雪だるまの親子のために製作された。雪だるまの発する冷気で桜が咲かなかったため雪だるまの体質を変え冷気を出さない体にした。その結果、雪だるまは日焼けしたかのような状態ででてきた。
ゲキテキダイクマシン
竜巻で全壊してしまった獅子田さんの家を建て直すためのマシン。しかし家だけでなく自分の家族（妻・娘・母・双子の赤ちゃん・犬・息子）やお隣さんまで作ってしまったため、結局獅子田さんはその家に住めなかった。家族内では「チャールズ」という名前がついている。
チョイデラオヤジマシン
ぱっとしない笹岡さんをデラックスな父にするために作られた。これに入るともはや別人のように変わってしまう。もう一度入ると元に戻る。
ツルツルサッパリマシン
突然ヒゲが生えてしまった住民のヒゲをなくすためのマシン。3人に1人の割合で失敗するらしく、ヒゲのかわりに蕎麦が生えてしまう。
ミチトノソーグッドマシン
壊れてしまった宇宙人の山本のUFOを作り直すためのマシン。完成したのは、笹岡さんが滑車のなかで走ることによって動くUFOだった。
パンプキンデレラマシン
ネズミをキリンに変えるマシン。燃料は大量のかぼちゃ。ジェフ太に恋するネズミのシオジの恋を応援するべく博士が勢いで製作。ただし3時に効果が切れるという制約つき。かぼちゃの馬車のような格好をしている。
ハリーホッターマシン
穴を掘るためのマシン。
パタパタイカロスマシン
飛べないセイウチを飛べるようにするマシン。燃料はうちわ。
ドリームスカムチューチューマシン
入ると夢が叶うマシン。ネズミのような外観をしている。

### TVシリーズ
声のついているマシンの声は基本的にべんぴねこが担当。
ペッタンオショーガツーマシン
和尚の形のマシン1号と2号でセット。食べると体が軽くなる餅をつく。
カゲムシャムシャマシン
WEB版にも登場。バニ江の凶悪料理を食べる影武者として作られた。しかし、あまりのまずさに大破。博士のみ予備用の2号機がある。
サケトミズワケワケマシン
WEB版にも登場。大量発生した鮭と真水を分離するためのマシン。分離されたものは、鮭缶と薄いオレンジジュースになって出てくる。
ライオントサケワケワケマシン
上記のマシンの応用。鮭を飲み込んでしまったライオンの獅子田さんを救出するためのマシン。ライオンの缶詰になって出てきた。
イケイケオラオラマシン
WEB版にも登場。70年代のダンス映画に出てくるアフロ青年のような外見のマシン。中に入った人の性格を自在に変更できる。
パンツマルミエールマシン
紛失したオニ太のパンツを探すために作られた。マシンなのにいちごパンツをはいている。上半身と下半身を分離でき、上半身には飛行能力がある。
でかでかマシン・ちびちびマシン
箱状のマシン。文字通り大きくしたり小さくしたりするマシン。スイッチの位置に難あり。
デラックスオットチチマシン
WEB版に登場したチョイデラオヤジマシンのリメイク。ぱっとしない笹岡さんをデラックスな夫や父にするために作られた。オットセイのような外観。これに入るともはや別人のように変わってしまう。
探偵の助手っぽいマシン
探偵ごっこをするジェフ太の助手として作られた。走行形態から推理形態に変形するが特に意味はない。尋問などもこなすが、別に役に立っているわけでもない。
ヘイヘイキコリホーマシン
腰を痛めたきこりのポン左衛門の代わりをするため、その辺にある木くずから作られた。間に合わせなので全く力がなく、斧の重さに負けて湖に落下。湖の女神により金のマシン、銀の、マシンとともに帰ってくる。金銀のマシンは自分たちが貴金属であることを理由に一向に働こうとはしなかった。
チョウセンウケッターマシン
突然勝負を挑んできたミケランジェロ教授のルネッサンス1号に対抗するために作られた巨大マシン。体の大きさに似合わず手先が器用。
コモリノオバチャマシン
バニ江のいとこの赤ちゃんの子守をするために作られたメイド型マシン。独特のしゃべり方をし、性格も少しおかしい。しかし、性能は博士の作るマシンの中でもずば抜けて高く、以後、たびたび登場することとなる。自分の就労年数を偽るクセがある。ロケットエンジン搭載で飛行できるが、飛行中地面に激突、大破する。
ストップヒャッホーマシン
「ヒャッホウ」が止まらなくなる奇病を治すために作られた。が、博士の発作がひどすぎて完成させることができなかったためジェフ兄弟が組み立てを行う。ジェフ太が部品を壊してしまい、こっそり形の似ていたキノコで代用したために、博士の発作は収まったものの全身にキノコが生えてしまった。
カマクランマンマシン
WEB版にも登場。桜が見たいという雪だるまの親子のために製作された。雪だるまの発する冷気で桜が咲かなかったため雪だるまの体質を変え冷気を出さない体にした。しかし、本質は変わっておらず冷気を失った雪だるま親子は溶けてしまうが、雪だるま親子はそのことを承知でマシンに入った。
カスミシンキロウマシン
蜃気楼を作り出すマシン。熱血だが自力で移動できず、目的地まで引っ張っていってもらう。潮風に弱く、海辺で使用されたために全身が錆びつき、拳で天を仰ぎながら機能停止した。
チェケチェケチェンジマシン
左右のブースに入った者の精神を互いに入れ替えるマシン。バニ江とキャう子を入れ替えるために作られたが、ジェフ太とポンスケが入れ替わる際ビーム照射機が外れ手当たり次第に周囲のものとの入れ替えを行ってしまった。
ミエッパリッチマシン
しょぼいプレゼントを本心から贈りたいものに変えるマシン。常にひげをいじっているマジシャン風。下心があるとそれも反映してしまう。
ビューティフルドリーマシン
接続した者に夢を見させ、安眠をさせるマシン。最大4人まで接続可能。しかし、ジェフ次郎だけはなぜか悪夢を見続けてしまった。物語最後も結局夢から覚めたのか夢のままなのか、分からないまま終わるという、ある意味怖いマシン。
チョウセンウケナガシターマシン
またしても突然挑戦してきたミケランジェロ教授のルネッサンス2号に対抗するためあらかじめ作られていたマシン。小型ながら正確無比な動作ができ、パワーもある。縄跳びで空を飛ぶこともできる。
カツンヤデボヤキマシン
野球素人のジェフ次郎を立派な選手にするために作られた。監督もこなす。ここ一番の勝負時にジェフ次郎のかわりに代打で獅子田さんを起用するなど勝つための手段は選ばない。
カゲムシャムシャマシン2.0
兄弟げんかをやめさせるために博士が作ったマシン。以前のものより進化しており、それぞれの理想の兄弟像がインプットしてある。ジェフ太2.0はしっかり者、ジェフ次郎2.0は脳天気になっている。博士の企みにより、宇宙からの侵略者（これも博士のマシン）と戦い、宇宙の彼方へ消えた（ことになっている）。
チックンニゲルンジャマシン
注射が苦手な博士が予防接種から逃げるために作った忍者型マシン。ファンサービスの一環で以前『ファイテンション☆スクール』内で放送していたべんぴねこ作品『先生のチョンマゲ アッパレひでよしくん』に登場する服部半蔵にそっくり。メタボリック気味だったため女医のハスッキー先生に説得され博士を裏切る。
バーバーオバチャマシン
大破したオバチャマシンを改修して作ったマシン。床屋の機能がある。将棋勝負で手が離せない博士と床屋の吾郎の代わりに散髪をしていた。高速で動くことができ、空中にちらばった将棋の駒を瞬時に回収、もとどおりに並べてみせた。ただし散髪の腕は悪い。
ドゥユーリメンバレバレーマシン
忘れたことを思い出させるマシン。忘れっぽいペリカンのペリーヌを救済するために製作された。中に入った人の忘れていた記憶が外のモニターに映し出され、バレバレになってしまうマシン。
パンプキンデレラマシン
WEB版にも登場した、ネズミをキリンに変えるマシン。燃料は大量のかぼちゃ。ジェフ太に恋するネズミのシオジの恋を応援するべく博士が勢いで製作。ただし5時10分くらいに効果が切れるという制約つき。かぼちゃの馬車のような格好をしている。
DJ（ドーナツジョッキーマシン）
べんぴねこ作品『ぷっぷくびーつ』に登場のDJにそっくりのマシン。ターンテーブルの上のドーナツを分析してレシピを作製。材料さえあれば同じものを量産できるマシン。しかし、本編中ではバニ江の恐怖ドーナツを量産してしまった。
オハナノミハリバーンマシン
べんぴねこ作品『おしゃべりなちゅどんズ』に登場のまめなちゅどんがモチーフのマシン。笑顔はくりなちゅどんそっくり。風雨から花を守るためドーム状に変形する。
タナバタシューリングマシン
七夕の日にやってきたツルヒメとツルヒコのUFOを修理するために作られた。6本の腕で工具を操る。
バンドマシン&やる気マシン
ローリーのギターライブをやるために急遽作られたバンドメンバーの代用マシン。ベース、ドラム、キーボードの3体がいる。それぞれの持つ楽器のメーカー名等にスタッフの遊びが見て取れる。
一方やる気マシンは博士がローリーにやる気を出させるために、「ギターがうまくなるマシン」と嘘をついて使用した。実は壊れて機能しないはちみつ製造マシンで、ローリーは自己暗示によって自信をつけた。
なおマシンの名前であるが、本編中でこれらのマシンの名前が明かされることがないため、スタッフのブログの表記より引用。
ドコデモイケバスマシン
海の向こうの遊園地に行くために博士が作ったバス型マシン。タイヤが変形して足になったり、車体が細くなったり、オールが出てきて海上を走破することもできる。変形し、空を飛ぶこともできる。
ドライババチャマシン
もはやすっかりレギュラー化しているオバチャマシンの改良型。運転手機能が追加されており、ドコデモイケバスマシンを運転した。彼女の辞書には「行き止まり」の文字はないそうだ。
ネガイゴトーロンマシン
ジェフ太がこすったやかんから出てきた魔人が三つの願いをかなえてくれることになったとき、ひとつはジェフ太がヤカンをぴかぴかにする、というくだらないことに使ってしまったため、残り2つを有効につかうためどんな願い事にすればよいか討論するために作られた。本当に討論するだけのマシン。地味だがすばらしい結論を出す。
チョウセンウンザーリマシン
三たび挑戦状を叩きつけてきたミケランジェロのルネッサンス3号に対抗するべく、事前に作られたマシン。頭は坊主頭。3回戦のうち2敗を喫するが、最後の一戦でバランスをくずしたルネッサンス3号（女性型）を受け止め、恋に落ちる。エンディングの「つづく」の文字のところでルネッサンスからラブレターをもらっていることから、交際は順調らしい。
グッバイサヨオナラマシン
おならが止まらなくなってしまったスカンクのナラオのオナラを動力源として、水を冷却、氷を作りそれをカキ氷にしてしまうマシン。昭和のノスタルジー漂う氷屋のおっさん型。頭部のオナラ袋にオナラを溜めて動くが、あまりの量に爆発寸前となる。オナラ袋を取り外したナラオが自らのオナラの力で飛び去ったため事なきをえる。
ナチュラルツナヒキマシン
ジェフ太たち一行が無人島へ流されてしまった際、博士がその場にある木と葉っぱで作ったマシン。綱引きをすることができる以外、能力はない。ジェフ次郎のアイデアでマシンを量産、やしの木に結んだ綱を引っ張らせ、急に離す、というパチンコの原理で空を飛んでキリン村へ帰ることに成功。
ラブラブデートウメイマシン
コリーヌとデートをすることになったポンスケをこっそり見守るために作製された。生体部分を完全に透明化するマシン。透明になるのは生体だけのため服は脱がなければならない。このマシン、起動時は着ていたコートの前をはだけるなど、少し変質者のような挙動をする。透明になっている時間には制限があり、時間切れになると元に戻る。ゆえにジェフ次郎はコリーヌの前に全裸をさらすことになってしまった。
オラオラホラホラーマシン
お化けのくせにちっとも怖くないノーマン・J・フランケンハイマーを怖いお化けに変身させるために製造された。顔は13日の金曜日のジェイソン、帽子と服はエルム街の悪夢のフレディ、右手にはスクリームのマスク、左手はチャイルド・プレイのチャッキー、腹には鉄の扉、という外観をしている。この中に入ると誰でも怖くなることができる。フランケンハイマーは怖いお化けに変身できたが、逃げ出したジェフ太がこのマシンに隠れてしまい、はずみで起動。恐ろしいジェフ太が誕生するという結末に至る。なお、そのときの恐怖ジェフ太の目は実写取り込みのべんぴねこの目であるらしい。
ユキンコイネーガーマシン
真夏に雪合戦をするために作られたマシン。雪を作り出して雪合戦をするが、ジェフ太が玉を頭に当てたため、「大雪合戦モード」になり、暴走してしまった。しかし、北極生まれのホワイティによって倒された。
エンジェルズのマシンたち
完全な番外編として製作された25話の登場。本編中ではマシンの名前は明かされていない。25話に登場のキャう子、コリーヌ、シオジからなるレオナルドエンジェルズ。彼女らが秘密基地から出動するときに乗ったマシン。一台目はこれといった機能もなく純粋なピンクの自動車。二代目はサイドカーの横にもう一台サイドカーがくっついた3連車。キャう子のバイクが分離することができ、残った2連サイドカーはプロペラを展開して飛行できる。これにより池の渦に巻き込まれそうになったジェフ太たちを救出することに成功している。
ソコノケオトドケマシン
最終回に登場の小型マシン。ジェフ太たちの両親が封印を解いてしまったためキリン村まで押しかけてきたアフリカの巨人像を送り返すために使用。巨人の攻撃を受け逃げるので必死だった博士たち一行はマシンを作る時間がなかった。しかし突如現れたミケランジェロ教授がルネッサンス4号で巨人の動きを一時的に止め、その間に急遽このマシンが作られた。見かけは飛脚の姿をしており、ジェフ太よりも小さい。しかし並外れたパワーと機動力を持ち、ジェフ太の上に倒れてきた巨人を受け止めると、そのまま巨人ごとアフリカまで走って行った。

## ミケランジェロ教授が製造したマシン
自称レオナルド博士の永遠のライバル、ミケランジェロ教授が作成したマシン。博士と違ってマシンには統一した「ルネッサンス」という名前がついている。
ルネッサンス1号
最初の対決に用いられた大型マシン。カラーリングはルネッサンス共通の白を基調としたもの。炭酸飲料一気飲み対決、ペットボトル積み重ね対決、たまねぎの早切り対決の全てでことごとく負け、泣きながら逃げ帰った。腹の中に収納庫を持ち、ここにたまねぎやらペットボトルやらを収納していた。
ルネッサンス2号
2度目の対決に用いられたマシン。にらめっこ対決、空き缶を投げてゴミ箱に入れる対決、縄跳び対決の全てでことごとく負け、縄跳びが足に当たった痛みに耐えかね泣きながら去っていった。なお、このとき対決を渋る博士をその気にさせるためバニ江を人質に取ったが、部下のデカ、メロン、とバニ江が意気投合。後にルネッサンスシリーズに大きな変革を生むきっかけとなる。
ルネッサンス3号
3度目の対決に用いられたマシン。三つ編の乙女型大型マシン。デザインと機能の発案はバニ江が行っており、博士の弱点を熟知したバニ江のアイデアが生かされている。じゃんけん対決、豆を隣の皿に移す対決で勝ちを収め、最後の玉乗りバランス対決でも揺るぎない強さを見せた。しかし「転ばない竹馬」に乗ったポンスケが暴走、ルネッサンスに激突。バランスを崩しルネッサンスが落下したところを博士のチョウセンウンザーリマシンに力強く受け止められ、恋に落ちる。勝負の決着がつく前に恥ずかしさのあまり逃走。エンディングでラブレターを渡しているシーンがちらりと映る。
ルネッサンス4号
最終回に登場。今までの何かのパロディでなく、相撲取り型の大型マシン。キリン村を襲った巨人像の動きを止め、レオナルド博士がマシンを作る時間を稼ぐために使用された。鈍重な見かけによらず、背面のジェットブースターで高速移動が可能。巨人を抑えることに成功するが力及ばず投げ飛ばされてしまう。

## 各話タイトル
レオナルド博士とキリン村のなかまたち（Web版）
- 第1話「ようこそキリン村へ!!」
- 第2話「サケサケパニックだ!!」
- 第3話「世紀のアニマルマジックだ!!」
- 第4話「ジェフ次郎の七変化!!」
- 第5話「グルメサバイバル大作戦!!」
- 第6話「いたずら犯人を封鎖せよ!!」
- 第7話「キリン村にサクラサク!!」
- 第8話「ビフォーアフター我が家探訪!!」
- 第9話「ぼくのお父さんは、せかいいち!!」
- 第10話「キリン村はもーじゃもじゃ!!」
- 第11話「キリン村のめぐりあい宇宙!!」
- 第12話「ときめきパンプキンドリーム!!」
- 第13話「夢のセレブをほりあてろ!!」
- 第14話「サンタクロースはあわてすぎ!!」
- 第15話「キリンよ大志をいだけ!!」

| 話数                                                | サブタイトル                                      | タイトルコール                                    | DVD                                               |
| レオナルド博士とキリン村のなかまたち（TV版第1期）   | レオナルド博士とキリン村のなかまたち（TV版第1期） | レオナルド博士とキリン村のなかまたち（TV版第1期） | レオナルド博士とキリン村のなかまたち（TV版第1期） |
| --------------------------------------------------- | ------------------------------------------------- | ------------------------------------------------- | ------------------------------------------------- |
| 第1話                                               | あけまして!キリン村!!                             | レオナルド博士                                    |                                                   |
| 第2話                                               | めしませ!バニ江のとっておきグルメ!                | バニ江                                            | ○                                                 |
| 第3話                                               | いやはや……サケサケパニックです……                  | 笹岡豪                                            | ○                                                 |
| 第4話                                               | ジェフ次郎の七変化!!                              | ジェフ太                                          | ○                                                 |
| 第5話                                               | お兄さんのパンツはいいパンツ!                     | ジェフ次郎                                        | ○                                                 |
| 第6話                                               | イタズラヤッホゥ!スパイスボーイズ                 | カディ                                            |                                                   |
| 第7話                                               | ぼくのお父さん世界一!!                            | 笹岡豪                                            |                                                   |
| 第8話                                               | 黄金のかぼちゃを追え!                             | ジェフ太                                          | ○                                                 |
| 第9話                                               | 金の斧、銀の斧、父ちゃんの斧                      | ポンスケ                                          |                                                   |
| 第10話                                              | ミケランジェロ教授!見参!                          | ミケランジェロ教授                                | ○                                                 |
| 第11話                                              | ミラクル赤ちゃんで大さわぎ!                       | バニ江                                            | ○                                                 |
| 第12話                                              | ヒャッホウ!博士を助けろ!                          | ジェフ太                                          | ○                                                 |
| 第13話                                              | キリン村にサクラサク!                             | 雪だるまの父 キンバリー                           | ○                                                 |
| レオナルド博士とキリン村のなかまでしょ（TV版第2期） |                                                   |                                                   |                                                   |
| 第1話                                               | ご用心!キリン村の灯台ばばあ                       | ジェフ太                                          | ○                                                 |
| 第2話                                               | とっかえっこでオトナきぶーん!                     | バニ江                                            |                                                   |
| 第3話                                               | ときめきセレブのお誕生日                          | ポンスケ                                          | ○                                                 |
| 第4話                                               | キリン村はゆめごこち!                             | ジェフ太                                          |                                                   |
| 第5話                                               | ミケランジェロ教授、ふたたび見参!                 | ミケランジェロ教授                                |                                                   |
| 第6話                                               | かっ飛ばせ!ジェフ次郎!                            | レオナルド博士                                    | ○                                                 |
| 第7話                                               | ケンカするほどなかがいい!かも?                    | バニ江                                            |                                                   |
| 第8話                                               | チクチクお注射チェイス                            | ハスッキー                                        | ○                                                 |
| 第9話                                               | 髪はキリンの命です!                               | ジェフ次郎                                        |                                                   |
| 第10話                                              | たまごころころおかあさんどこ?                     | ジェフ太                                          |                                                   |
| 第11話                                              | 恋に恋してキリンデレラ!                           | レオナルド博士                                    | ○                                                 |
| 第12話                                              | 絶品!バニ江のとびっきりドーナツ!                  | バニ江                                            |                                                   |
| 第13話                                              | 獅子田さん!ロマンチックぅ〜!                      | ジェフ太                                          |                                                   |
| 第14話                                              | 七夕でドリームズ・カム・つる〜                    | ジェフ太                                          |                                                   |
| 第15話                                              | ロックンロールヒーローが来た!                     | レオナルド博士                                    |                                                   |
| 第16話                                              | キリン村から出発進行!                             | ジェフ次郎                                        |                                                   |
| 第17話                                              | みっつのお願いなににする?                         | ジェフ次郎                                        |                                                   |
| 第18話                                              | ミケランジェロ教授、またまた見参!                 | ミケランジェロ教授                                |                                                   |
| 第19話                                              | ぷーぷーおなららぶストーリー                      | ジェフ太                                          | ○                                                 |
| 第20話                                              | 夏休みロビンソンくろうするーぞー                  | ジェフ太                                          |                                                   |
| 第21話                                              | 飛べ!恋のみえないハードル                         | レオナルド博士                                    |                                                   |
| 第22話                                              | キョーフのオバケスターは君だ!                     | バニ江                                            |                                                   |
| 第23話                                              | ありえない?!真夏の雪のキリン村!                   | ジェフ次郎                                        |                                                   |
| 第24話                                              | とびだせ!レオナルドエンジェルズ!                  | キャう子 コリーヌ シオジ                          | ○                                                 |
| 第25話                                              | キリン村より永遠に!（前篇）                       | レオナルド博士                                    |                                                   |
| 第26話                                              | キリン村より永遠に!（後篇）                       | レオナルド博士                                    |                                                   |
| 特別編1                                             | ハロウィンパーティだよキリン村!                   | レオナルド博士                                    | ○                                                 |
| 特別編2                                             | レオナルド博士とキリン村のなかまたちと鷹の爪団    | ジェフ太                                          | ○                                                 |

## スタッフ
- 監督: べんぴねこ
- 脚本: べんぴねこ、永川成基、宮昌太郎
- 原案（レオナルド博士）: FROGMAN
- 作画・キャラクターデザイン: 後藤静香
- 作画・メカデザイン: 鈴木隆輔
- 音楽: 近藤嶺